# Ana Alekperova
Ana Alekperova (15 de junio de 1989) es una futbolista azerí que juega como centrocampista en el Gintra Universitetas de la Primera División de Lituania.
Ha jugado en Lituania en el Gintra Universitetas (2008-11, 2013-17, 2018-act.), y en Polonia en el Gornik Leczna (2011-13). Ha jugado la Champions League con el Gintra, y jugó con la selección de Azerbaiyán.

## Estadísticas

### Clubes
| Club                      | País     | Año             |
| ------------------------- | -------- | --------------- |
| Gintra Universitetas      | Lituania | 2008 - 2011     |
| Gornik Leczna             | Polonia  | 2011 - 2013     |
| Gintra Universitetas      | Lituania | 2013 - 2017     |
| Patriotas Boyacá Femenino | Colombia | 2018            |
| Gintra Universitetas      | Lituania | 2018 - presente |